# RAD51
Rad51 è una DNA-ricombinasi. È ampiamente studiata nell'ambito del riparo di una rottura del doppio filamento di DNA.
In clinica medica è rilevante perché interagisce con BRCA2, andando a regolare il reclutamento dei siti danneggiati nel DNA.